# 폰테 맘몰로역
폰테 맘몰로 역(이탈리아어: Ponte Mammolo)은 로마 폰테 맘몰로 지구에 있는 로마 지하철 B선의 역이다. 이 역은 팔미로 톨리아티 대로 (viale Palmiro Togliatti), 티부르티나 가 (via Tiburtina)와 이어지는 도로 위에 있으며, 근처에는 아니에네강이 있다.
레비비아 역까지 이어지는 B선 연장 구간은 1990년에 개통했지만 그 당시 이 역은 아직 공사가 끝나지 않았기 때문에 무정차 통과하여 운행했는데, 1997년 9월 드디어 역이 영업을 시작할때까지 계속되었다. 같은 시기 이 역을 종점으로 하는 시내 및 광역버스가 영업을 시작했는데, 그 중 대부분이 이전까지는 레비비아 역에서부터 운행하는 버스들이었다.

## 시설
폰테 맘몰로 역에는 다음과 같은 시설이 있다.
- 매표소
- 유인 매표소
- 가판대
- 화장실
- 바
- 장애인 전용 승차시설
- 에스컬레이터
- 2000곳의 파크 앤드 라이드 시설
- 역 감시카메라 (CCTV)

## 역 주변
- 맘몰로 분수 (Ponte Mammolo)
- 아니에네 (Aniene)
- 무세오 디 카살 데 파지 (Museo di Casal de' Pazzi)